# 3357 Tolstikov
3357 Tolstikov è un asteroide della fascia principale. Scoperto nel 1984, presenta un'orbita caratterizzata da un semiasse maggiore pari a 3,0189157 UA e da un'eccentricità di 0,0604572, inclinata di 11,24922° rispetto all'eclittica.
L'asteroide è dedicato all'esploratore sovietico Evgenij Ivanovič Tolstikov.